# Valderrubio

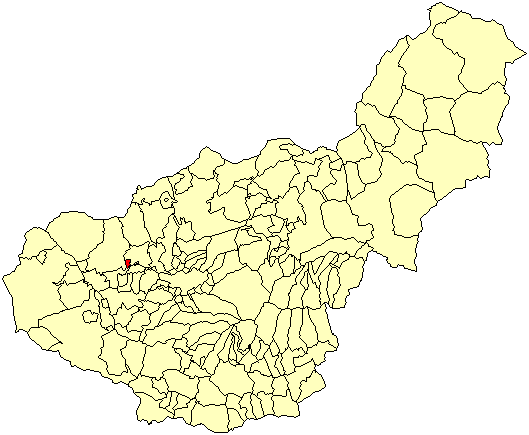
Valderrubio

Valderrubio este un municipiu din Spania, situat în provincia Granada din comunitatea autonomă Andaluzia. Are o populație de 2.110 de locuitori.